# Mousse coiffante
 (février 2024).
La mise en forme du texte ne suit pas les recommandations de Wikipédia : il faut le « wikifier ».
Les points d'amélioration suivants sont les cas les plus fréquents. Le détail des points à revoir est peut-être précisé sur la page de discussion.
- Les titres sont pré-formatés par le logiciel. Ils ne sont ni en capitales, ni en gras.
- Le texte ne doit pas être écrit en capitales (les noms de famille non plus), ni en gras, ni en italique, ni en « petit »…
- Le gras n'est utilisé que pour surligner le titre de l'article dans l'introduction, une seule fois.
- L'italique est rarement utilisé : mots en langue étrangère, titres d'œuvres, noms de bateaux, etc.
- Les citations ne sont pas en italique mais en corps de texte normal. Elles sont entourées par des guillemets français : « et ».
- Les listes à puces sont à éviter, des paragraphes rédigés étant largement préférés. Les tableaux sont à réserver à la présentation de données structurées (résultats, etc.).
- Les appels de note de bas de page (petits chiffres en exposant, introduits par l'outil «  Source ») sont à placer entre la fin de phrase et le point final[comme ça].
- Les liens internes (vers d'autres articles de Wikipédia) sont à choisir avec parcimonie. Créez des liens vers des articles approfondissant le sujet. Les termes génériques sans rapport avec le sujet sont à éviter, ainsi que les répétitions de liens vers un même terme.
- Les liens externes sont à placer uniquement dans une section « Liens externes », à la fin de l'article. Ces liens sont à choisir avec parcimonie suivant les règles définies. Si un lien sert de source à l'article, son insertion dans le texte est à faire par les notes de bas de page.
- La présentation des références doit suivre les conventions bibliographiques. Il est recommandé d'utiliser les modèles {{Ouvrage}}, {{Chapitre}}, {{Article}}, {{Lien web}} et/ou {{Bibliographie}}. Le mode d'édition visuel peut mettre en forme automatiquement les références.
- Insérer une infobox (cadre d'informations à droite) n'est pas obligatoire pour parachever la mise en page.

Pour une aide détaillée, merci de consulter Aide:Wikification.
Si vous pensez que ces points ont été résolus, vous pouvez retirer ce bandeau et améliorer la mise en forme d'un autre article.

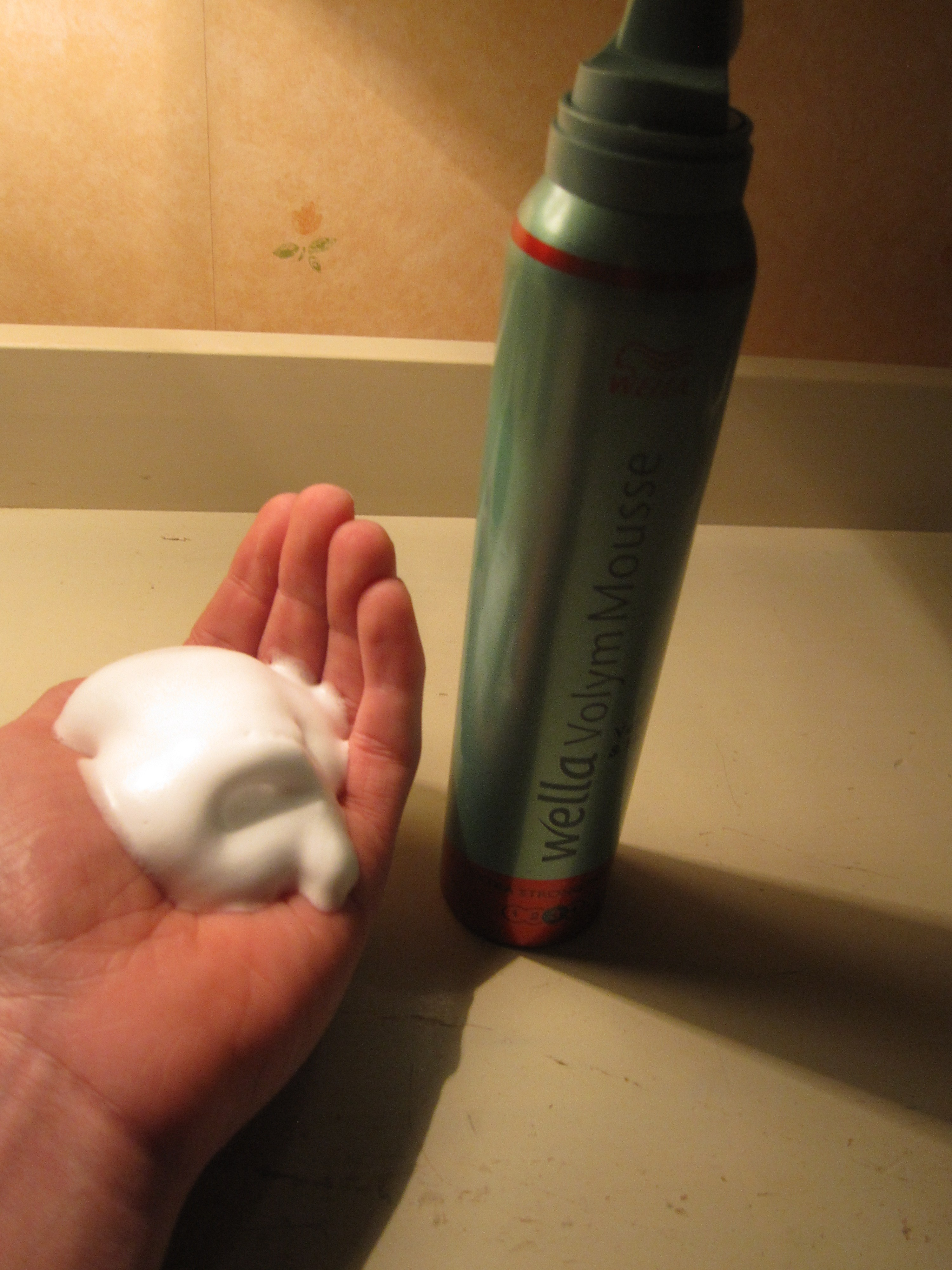
Mousse coiffante en bombe

La mousse coiffante, est un produit coiffant destiné à protéger, contrôler et donner plus de volume et brillance aux cheveux. La mousse est généralement appliquée sur les racines des cheveux humides avant le brushing ou le coiffage. La mousse peut également être utilisée pour ajouter de la définition aux boucles ou pour ajouter de la texture aux cheveux pour un effet soufflé à la plage. La mousse capillaire est originaire de France et a été introduite sur le marché de détail nord-américain par L'Oréal dans les années 1980.
Il est souvent distribué sous forme de spray moussant en aérosol ou sous forme de crème ou de spray. La mousse capillaire ajoute du volume aux cheveux et assure à la fois revitalisation et tenue, sans grumeaux ni accumulation. Il s'agit d'un produit coiffant qui utilise des résines synthétiques pour gainer les cheveux et les aider à prendre une certaine forme.

## Histoire
L'arrivée de la mousse capillaire au début des années 1980 en Amérique du Nord était connue sous le nom de « mousse mania » lorsque les coiffeurs dévoilaient le nouveau produit en mousse à leur clientèle. Au cours de ses premières années de commercialisation, la mousse capillaire est rapidement devenue un produit valant plusieurs millions de dollars. Les ventes au détail intérieures du produit en 1984 variaient entre 100 et 150 millions de dollars et près de 200 millions de dollars de ventes en 1986,.
Au milieu des années 1980, avec la tendance des coiffures très volumineuse ("choucroute" à la Brigitte Bardot, et autres coiffures montantes et/ou gonflantes), l’utilisation de mousses et d’autres produits volumateurs ont gagné en popularité. On pense que l’année 1987 a marqué le déclin de la « moussemania », car la popularité de ces coupes a diminué et les gens ont commencé à vouloir utiliser des produits plus respectueux de l’environnement. En raison de la composition chimique du produit coiffant, il n’était généralement pas considéré comme « respectueux de l’environnement ».

## Application
En tant que produit coiffant polyvalent et léger, la mousse capillaire est un choix populaire pour les coiffures courtes et longues et peut être utilisée sur les cheveux naturellement bouclés ou permanentés pour réduire les frisottis et définir les boucles. Lorsque la mousse capillaire est appliquée sur cheveux mouillés et séchés avec un sèche-cheveux ou un diffuseur, elle apporte un volume et une tenue supplémentaires.
La mousse colorante temporaire peut être utilisée pour couvrir les cheveux gris et créer des coiffures en même temps. La mousse colorante semi-permanente peut être utilisée pour tonifier les cheveux qui se décolorent à cause des processus de coloration.

## Ingrédients
En règle générale, le premier ingrédient d’une bombe de mousse capillaire est l’eau, qui est la principale substance utilisée pour mélanger les différentes substances chimiques. L'alcool aide à dissoudre les ingrédients déjà ajoutés à l'eau et aide à produire une mousse à rupture rapide.
Un polymère ou une résine est le composant le plus efficace et le plus important de la mousse capillaire, qui agit comme agent coiffant (stabilisant la forme des mèches). Ces résines sont des molécules à longue chaîne qui forment un film sur les cheveux permettant une meilleure adhérence sur les mèches de cheveux, s’enlevant plus difficilement au brossage et formant un film résistant. Cela permet aux utilisateurs de se peigner ou de se brosser les cheveux, ainsi que d'appliquer la chaleur d'un sèche-cheveux sans que la mousse ne laisse les cheveux raides.
La résine cationique est souvent mélangée à un autre composant filmogène pour donner une tenue plus ferme aux cheveux. Pour que cela réussisse, le polymère choisi doit être de nature non ionique et doit être compatible avec la résine cationique. Des émulsifiants sont utilisés pour aider à mélanger le produit en créant de la mousse. Les mousses coiffantes ne nécessitent pas une stabilité de mousse longue durée. Idéalement, la mousse se disparaitra immédiatement une fois appliquée dans les cheveux.
D'autres ingrédients peuvent être ajoutés à la composition, tels que des vitamines, des silicones, des écrans solaires et des colorants. Ils ont tendance à contribuer à des fonctions supplémentaires pour le produit, telles que la fourniture d'un composant revitalisant supplémentaire.
Certaines marques contiennent de l'alcool, ce qui convient à la plupart des types de cheveux sauf secs.